# 新堂敦士
新堂 敦士（しんどう あつし、1969年4月7日 - ）は、日本のシンガーソングライター。大阪府出身。血液型はAB型。別名義「a2c」（“あつし”から）、「本上遼」。

## 経歴
元々はアマチュアロックバンド「カメレオン」のメンバー。1990年8月、同じく当時アマチュアだったシャ乱Q、RAZZ MA TAZZらと「すっぽんファミリー」を結成し、主に大阪城公園付近にてストリートライブを行っていた。1994年9月に発売したアルバム「SWEET LOVE FLAKE」は、計8000枚以上を売り上げた。
1995年8月をもってカメレオンは解散、ラジオ番組のパーソナリティを務めながら着実に土台を築き、1996年5月27日にZAIN RECORDSより『I KISS YOU』をリリースし、ソロでメジャー・デビューを果たす。同曲は、ナインティナイン出演のアステル関西のCM曲となった。同年秋には、「a day with a snow 〜ある日 雪が…〜」が高島礼子出演のハウスねりわさびのCM曲に使用されるが、リリースはされなかった。所属していたレーベル・WESTHAUSが1998年限りで消滅し、新堂は再びインディーズ活動に戻った。
1999年、テレビ朝日系テレビ番組『人気者でいこう!』の企画「連帯責任CDデビュー」において、浜田雅功へ『幸せであれ』、袴田吉彦に『終わらない旅』を提供した。また、同年に稼動したコナミの音楽ゲーム『pop'n music』シリーズへの楽曲提供も行い、その後も同ゲームのシリーズに継続して新堂の楽曲が収録され、当時のライブイベントにも出演していた。後に椎名へきる、メロン記念日、久住小春らにも楽曲を、野猿、ワンギャルには歌詞を提供。2002年にはアマチュア時代の盟友つんくらと、「THE つんくビ♂ト」を結成し、シングル「すっごいね!」をリリースした。しかしファーストライブの後、新堂はメンバーから脱退した。
2004年7月、自身の楽曲に多数の盗作が発覚。これを受けて、新堂は「音楽を勉強するための充電期間」として活動休止を発表。既に出演が決定していたライブや続投が決定していた自らのラジオ番組、アーケードゲーム雑誌に載せていたコラムなども全て打ち切り・キャンセルした。同時に『pop'n music』シリーズからも降板し、アーケード版『12 いろは』及びPlayStation 2版『10』以降は新堂の楽曲が全て削除され、コナミの携帯サイトでダウンロードできた楽曲も全て配信終了となった。
その後、2005年10月にライブを開催。同年11月にはシングルCD『Gold』をリリースし、本格的に活動を再開した。
2008年、映画『ヒトリマケ』に出演。
2016年4月、カプコンのアーケード用音楽ゲーム『crossbeats REV. SUNRiSE（クロスビーツレヴ サンライズ）』が稼働開始し、新曲「愛をほおばりたいッ!〜Like a Monkey!〜」を提供。また、稼動日に行われたニコニコ生放送「クロスビーツ放送局#01」にゲスト出演し、本作のプロデューサーである前田尚紀と高校時代の同級生だったことを公表した。

## 発売された作品

### シングルCD
1. I KISS YOU (1996/05/27)
2. 君を壊したい (2000/09/06)オリコン93位
  1. 君を壊したい[3:00]
作詞・作曲：新堂敦士／編曲：原田勝通
コナミ「pop'n music 4」収録曲
  2. ザズ(The Z)[5:00]
作詞・作曲：新堂敦士／編曲：原田勝通
  3. Maybe Sugar[4:00]
作詞・作曲：新堂敦士／編曲：原田勝通
  4. 君を壊したい (カラオケ)[3:00]
作詞・作曲：新堂敦士／編曲：原田勝通
3. 君が好きだよ〜守って守ってあげるから〜 (2001/01/24)オリコン74位
  1. 君が好きだよ〜守って守ってあげるから〜[3:30]
作詞・作曲：新堂敦士／編曲：原田勝通
コナミ「pop'n music 5」収録曲
  2. 重ね合う唇[5:42]
作詞・作曲：新堂敦士／編曲：原田勝通
  3. 何も恐くない[4:23]
作詞・作曲：新堂敦士／編曲：原田勝通
  4. 君が好きだよ〜守って守ってあげるから〜（カラオケ）[3:30]
4. Shake! (2001/09/07)
  1. Shake!
コナミ「pop'n music 6（PlayStation版）」収録曲
  2. Lover Soul
  3. New Sensation〜Don't Cry Jesus〜
コナミ「pop'n music 9（PlayStation 2版）」収録曲
  4. デリカシー?
  5. 君が好きだよ〜守ってあげるから〜／Power Folk ver.
コナミ「pop'n music 5」収録曲
  6. Shake!（カラオケ）
5. サムライ・シンドローム (2002/04/24)オリコン45位
  1. サムライ・シンドローム[4:00]
作詞・作曲：新堂敦士／編曲：原田勝通
コナミ「めんこスタジアム」CMソング
コナミ「pop'n music 7」収録曲
  2. さぁ!いきなり結婚しよう![4:07]
作詞・作曲：新堂敦士／編曲：古川竜也
  3. サムライ・シンドローム (instrumental)[4:01]
  4. さぁ!いきなり結婚しよう! (instrumental)[4:07]
6. SLOW DOWN〜地球よ廻れ〜 (2002/12/04)オリコン37位
  1. SLOW DOWN 〜地球よ廻れ〜[4:28]
作詞・作曲：新堂敦士／編曲：原田勝通
コナミ「pop'n music 5（PlayStation版）」収録曲
  2. KNOCK 〜闇の向こうへ〜[5:08]
作詞・作曲：新堂敦士／編曲：原田勝通
  3. SLOW DOWN 〜地球よ廻れ〜 (KARAOKE)[4:28]
  4. KNOCK 〜闇の向こうへ〜 (KARAOKE)[5:05]
7. Dynamic! Atomic! S.C.B.G. / Crazy 4U (2003/05/21)[通常盤+初回限定盤]オリコン32位
  1. Dynamic! Atomic! S.C.B.G.[3:54]
作詞・作曲：新堂敦士／編曲：原田勝通
NTV系「TVおじゃマンボウ」エンディング・テーマ
コナミ「pop'n music 9」収録曲
  2. Crazy 4 U[5:22]
作詞・作曲：新堂敦士／編曲：原田勝通
ANB「気になる!」4〜6月度エンディング・テーマ
  3. Revolution[4:24]
作詞・作曲：新堂敦士／編曲：原田勝通
  4. Dynamic! Atomic! S.C.B.G. / karaoke[3:54]
  5. Crazy 4 U / karaoke[5:22]
8. 祈望 (2003/10/22)オリコン25位
  1. 祈望[4:36]
作詞・作曲：新堂敦士／編曲：原田勝通
CX系ドラマ「愚痴」主題歌
NTV系「三宅裕司のドシロウト」エンディングテーマ
  2. Nervous Breakdown[3:41]
作詞・作曲：新堂敦士／編曲：原田勝通
コナミ「pop'n music 10」収録曲
  3. 祈望 (karaoke)[4:34]
  4. Nervous Breakdown (karaoke)[3:38]
9. Gold (2005/11/16)オリコン68位
  1. Gold[4:50]
作詞・作曲：新堂敦士／編曲：原田勝通
  2. Trust[4:39]
作詞・作曲：新堂敦士／編曲：原田勝通
  3. I'm Free[5:01]
作詞・作曲：新堂敦士／編曲：原田勝通
  4. Gold / Karaoke[4:50]
10. Beautiful days (2006/2/15)オリコン113位
  1. Beautiful Days[5:34]
作詞・作曲：新堂敦士／編曲：原田勝通
  2. EVERY!EVERY!EVERY![4:07]
作詞・作曲：新堂敦士／編曲：原田勝通
  3. LOVE DRIVE[4:38]
作詞・作曲：新堂敦士／編曲：原田勝通
  4. Beautiful Days/Karaoke[5:35]
11. Going Crazy (2006/5/24)オリコン160位
  1. Going Crazy[4:49]
作詞・作曲：新堂敦士／編曲：原田勝通
  2. 青い光 〜Long&Winding Road〜[4:19]
作詞・作曲：新堂敦士／編曲：原田勝通
  3. センチメンタル☆スクランブル[3:32]
作詞・作曲：新堂敦士／編曲：原田勝通
  4. Going Crazy/Karaoke[4:46]

### アルバムCD
1. 君を壊したい〜Triple Zero〜 (2002/06/26)オリコン36位
  1. 君を壊したい[3:54]
作詞・作曲：新堂敦士／編曲：原田勝通
コナミ「pop'n music 4」収録曲
  2. Shake![4:54]
作詞・作曲：新堂敦士／編曲：原田勝通
コナミ「pop'n music 6（PlayStation版）」収録曲
  3. 君が好きだよ 〜守って守ってあげるから〜[3:32]
作詞・作曲：新堂敦士／編曲：原田勝通
コナミ「pop'n music 5」収録曲
  4. サムライ・シンドローム[3:58]
作詞・作曲：新堂敦士／編曲：原田勝通
コナミ「pop'n music 7」収録曲
  5. Lover Soul[4:14]
作詞・作曲：新堂敦士／編曲：原田勝通
  6. a day with a snow 〜ある日 雪が...〜[4:57]
作詞・作曲：新堂敦士／編曲：原田勝通
  7. Fashion[4:04]
作詞・作曲：新堂敦士／編曲：原田勝通
コナミ「pop'n music 8」収録曲
  8. The Z ＜ザズ＞[5:01]
作詞・作曲：新堂敦士／編曲：原田勝通
  9. なんか変だ! -album version-[3:20]
作詞・作曲：新堂敦士／編曲：原田勝通
コナミ「pop'n music 3」収録曲
  10. Rainbow[3:18]
作詞・作曲：新堂敦士／編曲：古川竜也
  11. Candy Pop[8:20]
作詞・作曲：新堂敦士／編曲：原田勝通・新堂敦士
2. BRAND-NEW UPPER! (2004/01/14)オリコン33位
  1. Dynamic! Atomic! S.C.B.G.[3:53]
作詞・作曲：新堂敦士／編曲：原田勝通
コナミ「pop'n music 9」収録曲
  2. SLOW DOWN 〜地球よ廻れ〜[4:27]
作詞・作曲：新堂敦士／編曲：原田勝通
コナミ「pop'n music 5（PlayStation版）」収録曲
  3. SWEET EMOTION[3:47]
作詞・作曲：新堂敦士／編曲：鈴木Daichi秀行
  4. 切ない夜と気まぐれとクレイジー[3:38]
作詞・作曲：新堂敦士／編曲：鈴木Daichi秀行
  5. KNOCK 〜闇の向こうへ〜[5:06]
作詞・作曲：新堂敦士／編曲：原田勝通
  6. 祈望[4:34]
作詞・作曲：新堂敦士／編曲：原田勝通
  7. Spark![3:51]
作詞・作曲：新堂敦士／編曲：原田勝通
  8. Eros[3:36]
作詞・作曲：新堂敦士／編曲：原田勝通
  9. New Sensation ＜Brand-new Taste＞ 〜Don't Cry Jesus〜[3:57]
作詞・作曲：新堂敦士／編曲：原田勝通
コナミ「pop'n music 9（PlayStation 2）」収録曲
  10. I KISS YOU ＜Sweet Soul Ver.＞[4:39]
作詞・作曲：新堂敦士／編曲：原田勝通
  11. Crazy 4 U[8:23]
作詞・作曲：新堂敦士／編曲：原田勝通
3. BA-ZOO-KA (2006/09/20)オリコン250位
  1. Gold[4:49]
作詞・作曲：新堂敦士／編曲：原田勝通
  2. Every!Every!Every![3:59]
作詞・作曲：新堂敦士／編曲：原田勝通
  3. Trust[4:37]
作詞・作曲：新堂敦士／編曲：原田勝通
  4. Super Love[3:56]
作詞・作曲：新堂敦士／編曲：鈴木Daichi秀行
  5. Russian Roulette[5:05]
作詞・作曲：新堂敦士／編曲：原田勝通
  6. LOVE LETTER[5:10]
作詞・作曲：新堂敦士／編曲：原田勝通
  7. Going Crazy[4:44]
作詞・作曲：新堂敦士／編曲：原田勝通
  8. Mi・Da・Ra[4:00]
作詞・作曲：新堂敦士／編曲：古川竜也
  9. Shaky!Shady!Randy![4:10]
作詞・作曲：新堂敦士／編曲：鈴木Daichi秀行
  10. 青い光〜Long&Winding Road〜[4:16]
作詞・作曲：新堂敦士／編曲：原田勝通
  11. Beautiful days[7:48]
作詞・作曲：新堂敦士／編曲：原田勝通

### タイアップCD
1. なんか変だ! 〜from pop'n music 3〜 (1999/11/26)
コナミ「pop'n music 3」とのタイアップ。表題曲「なんか変だ!」以外は全て別アーティストの楽曲。
  1. なんか変だ![3:22]
作詞・作曲：新堂敦士／編曲：原田勝通
コナミ「pop'n music 3」収録曲
  2. Take me too...[3:55] / Sana
  3. I really want to hurt you 〜僕らは完璧さ〜[3:37] / SUGI & REO
  4. なんか変だ!（カラオケ）[3:22]
  5. I really want to hurt you 〜僕らは完璧さ〜（カラオケ）[3:37]
  6. I really want to hurt you 〜僕らは完璧さ〜（アレンジ）[2:05]

その他、「pop'n music」シリーズのサウンドトラックにゲームサイズの楽曲がいくつか収録されている。

### DVD
1. CLIPS〜Triple Zero〜(2002/12/4)オリコン85位
2. 君を壊したい〜Triple Zero〜ツアー(2003/2/26)
3. 新堂敦士 CLIP 2〜Upper!〜 (2003/12/4)オリコン206位

## 出演

### 映画
- 『ヒトリマケ』（2008年） - あけみの彼氏 役